# Podospora brasiliensis
Podospora brasiliensis är en svampart som beskrevs av Cain 1962. Podospora brasiliensis ingår i släktet Podospora och familjen Lasiosphaeriaceae.   Inga underarter finns listade i Catalogue of Life.